# Gnathoncus brevisternus
Gnathoncus brevisternus är en skalbaggsart som beskrevs av Lewis 1907. Gnathoncus brevisternus ingår i släktet Gnathoncus och familjen stumpbaggar. Inga underarter finns listade i Catalogue of Life.